# 1-甲氨基-1-(3,4-亚甲二氧基苯基)丙烷
1-甲氨基-1-(3,4-亚甲二氧基苯基)丙烷（英语：1-Methylamino-1-(3,4-methylenedioxyphenyl)propane）或M-ALPHA是一种神入感激发剂，亚历山大·舒尔金在他的著作《PiHKAL》中描述它是MDMA的位置异构体。该药物随后在2010年被发现在英国作为设计师药物出售，并向欧洲毒品和毒瘾监测中心新药监测机构报告。亚历山大·舒尔金将其描述为与其去甲基化同源物ALPHA的作用相似，但持续时间和效力大约是其两倍。

## 延伸阅读
- MDA entry in PiHKAL （页面存档备份，存于）